# 溴化铈
溴化铈是一种无机化合物，化学式为CeBr3，它是白色潮解性固体，在闪烁计数器中有所应用。

## 制备
溴化铈最早于1899年被人们所知，Muthman和Stützel通过硫化铈和溴化氢反应制得该化合物。CeBr3的水溶液可以由Ce2(CO3)3·xH2O和氢溴酸反应得到，从溶液中析出水合物，用溴化铵处理得到无水物。CeBr3在低压(~ 0.1 Pa)的石英安瓿中于875-880 °C可以被蒸馏。